# Вейнай Гебресиласие
Вейнай Гебресиласие — бегун на средние дистанции, родившийся в Эритрее и получивший убежище в Великобритании.
Специализировался в беге на 3000 метров с препятствиями. Занял 6-е место на чемпионате мира среди юниоров 2012 года. На чемпионате мира по кроссу 2011 года занял 30-е место в забеге юниоров. На Всеафриканских играх 2011 года занял 7-е место.
Во время церемонии открытия Олимпиады-2012 в Лондоне был знаменосцем Эритреи. В самих соревнованиях не смог пройти дальше предварительных забегов. Не вернулся в Эритрею, попросив убежища в Великобритании.
В последующие годы продолжил заниматься бегом в Великобритании, победив в ряде местных соревнований в 2010-е годы. Сперва жил в Англии, в 2015 году поселился в Шотландии. Получив в 2021 году право представлять Великобританию на международных соревнованиях и финишировав первым из всех британских участников Лондонского марафона 2023 года, Гебресиласие рассчитывал выступить на Олимпийских играх 2024 года, но не смог достаточно хорошо выступить на отборочных соревнованиях.